# Saint-Maixant (Gironde)
Pour les articles homonymes, voir Saint-Maixant.
Saint-Maixant (Sent Maxenç, en occitan) est une commune du Sud-Ouest de la France, située dans le département de la Gironde (région Nouvelle-Aquitaine).
Les habitants en sont les Saint-Maixantais.

## Géographie

### Localisation
La commune de Saint-Maixant se situe sur la rive droite (nord) de la Garonne à 42 km au sud-est de Bordeaux, chef-lieu du département, à 4 km au nord de Langon, chef-lieu d'arrondissement et à 3,5 km au nord-ouest de Saint-Macaire, ancien chef-lieu de canton. Elle constitue avec Saint-Macaire et Verdelais l'unité urbaine de Saint-Macaire.

### Communes limitrophes
Les communes limitrophes en sont Verdelais au nord-ouest, Saint-André-du-Bois à l'extrême nord, Le Pian-sur-Garonne à l'est et Saint-Macaire au sud-est.

Sur la rive gauche de la Garonne, se trouvent les communes de Langon au sud-est et de Toulenne au sud-ouest.
| Verdelais | Semens        | Saint-André-du-Bois |
|           | Saint-Maixant | Le Pian-sur-Garonne |
| Toulenne  | Langon        | Saint-Macaire       |

### Climat
Pour des articles plus généraux, voir Climat de la Nouvelle-Aquitaine et Climat de la Gironde.
Historiquement, la commune est exposée à un climat océanique aquitain.  
En 2020, Météo-France publie une typologie des climats de la France métropolitaine dans laquelle la commune est exposée à un climat océanique et est dans la région climatique  Aquitaine, Gascogne, caractérisée par une pluviométrie abondante au printemps, modérée en automne, un faible ensoleillement au printemps, un été chaud (19,5 °C), des vents faibles, des brouillards fréquents en automne et en hiver et des orages fréquents en été (15 à 20 jours).
Pour la période 1971-2000, la température annuelle moyenne est de 13 °C, avec une amplitude thermique annuelle de 15,6 °C. Le cumul annuel moyen de précipitations est de 818 mm, avec 10,8 jours de précipitations en janvier et 6,2 jours en juillet. Pour la période 1991-2020, la température moyenne annuelle observée sur la station météorologique la plus proche, située sur la commune de Sauternes à 8,31 km à vol d'oiseau, est de 0,0 °C et le cumul annuel moyen de précipitations est de 0,0 mm,. Pour l'avenir, les paramètres climatiques de la commune estimés pour 2050 selon différents scénarios d’émission de gaz à effet de serre sont consultables sur un site dédié publié par Météo-France en novembre 2022.

## Urbanisme

### Typologie
Au 1er janvier 2024, Saint-Maixant est catégorisée petite ville, selon la nouvelle grille communale de densité à sept niveaux définie par l'Insee en 2022.
Elle appartient à l'unité urbaine de Saint-Macaire, une agglomération intra-départementale regroupant huit  communes, dont elle est ville-centre,,. Par ailleurs la commune fait partie de l'aire d'attraction de Bordeaux, dont elle est une commune de la couronne,. Cette aire, qui regroupe 275 communes, est catégorisée dans les aires de 700 000 habitants ou plus (hors Paris),.

### Occupation des sols

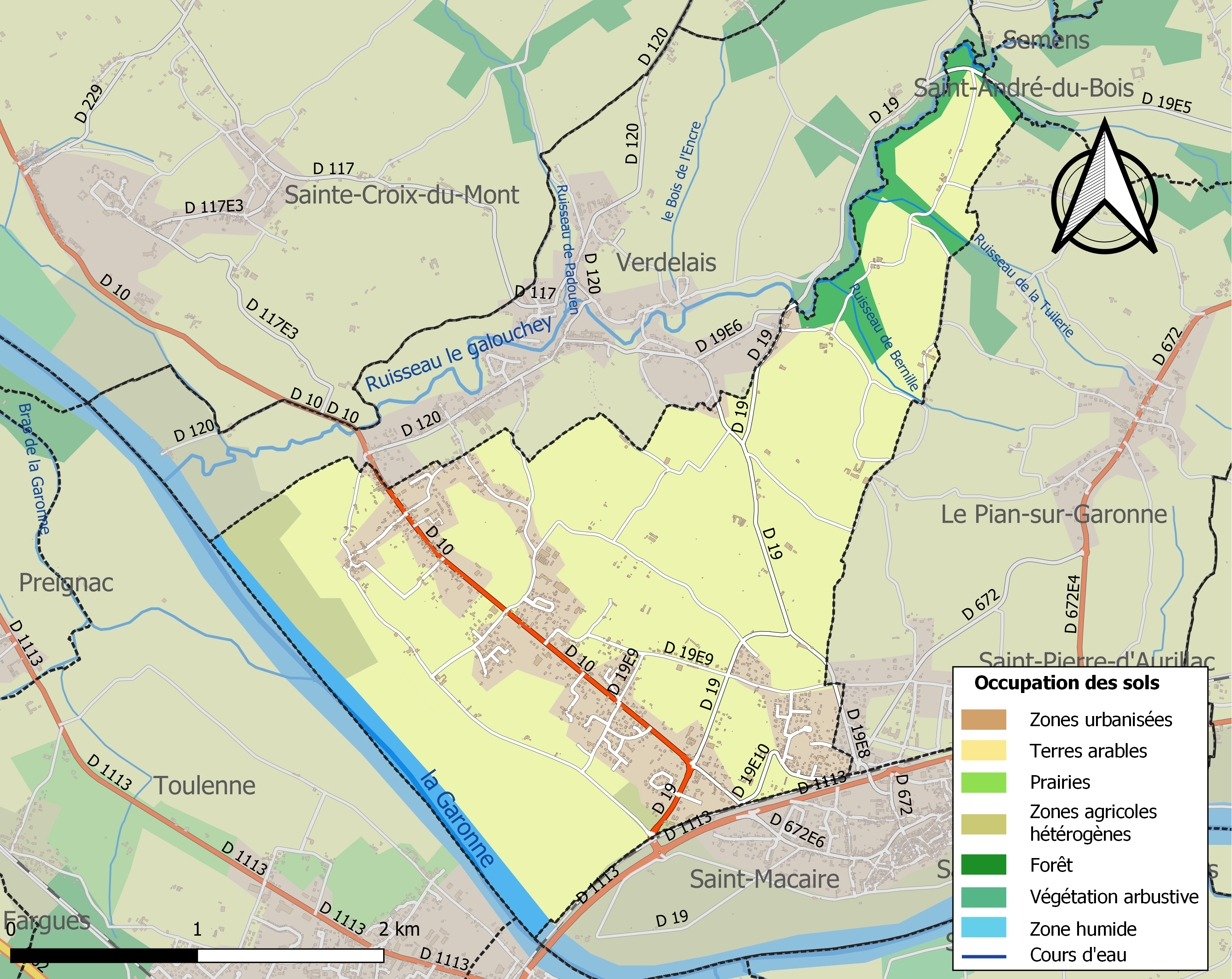
Carte des infrastructures et de l'occupation des sols de la commune en 2018 (CLC).

L'occupation des sols de la commune, telle qu'elle ressort de la base de données européenne d’occupation biophysique des sols Corine Land Cover (CLC), est marquée par l'importance des territoires agricoles (74,4 % en 2018), en diminution par rapport à 1990 (83,7 %). La répartition détaillée en 2018 est la suivante : 
cultures permanentes (59,9 %), zones urbanisées (17,5 %), terres arables (10,2 %), zones agricoles hétérogènes (4,3 %), eaux continentales (4,1 %), forêts (4 %). L'évolution de l’occupation des sols de la commune et de ses infrastructures peut être observée sur les différentes représentations cartographiques du territoire : la carte de Cassini (XVIIIe siècle), la carte d'état-major (1820-1866) et les cartes ou photos aériennes de l'IGN pour la période actuelle (1950 à aujourd'hui).

### Risques majeurs
Le territoire de la commune de Saint-Maixant est vulnérable à différents aléas naturels : météorologiques (tempête, orage, neige, grand froid, canicule ou sécheresse), inondations et séisme (sismicité très faible). Un site publié par le BRGM permet d'évaluer simplement et rapidement les risques d'un bien localisé soit par son adresse soit par le numéro de sa parcelle.
Certaines parties du territoire communal sont susceptibles d’être affectées par le risque d’inondation par débordement de cours d'eau, notamment le ruisseau le Galouchey. La commune a été reconnue en état de catastrophe naturelle au titre des dommages causés par les inondations et coulées de boue survenues en 1982, 1991, 1992, 1995, 1997, 1999, 2009, 2020 et 2021,.

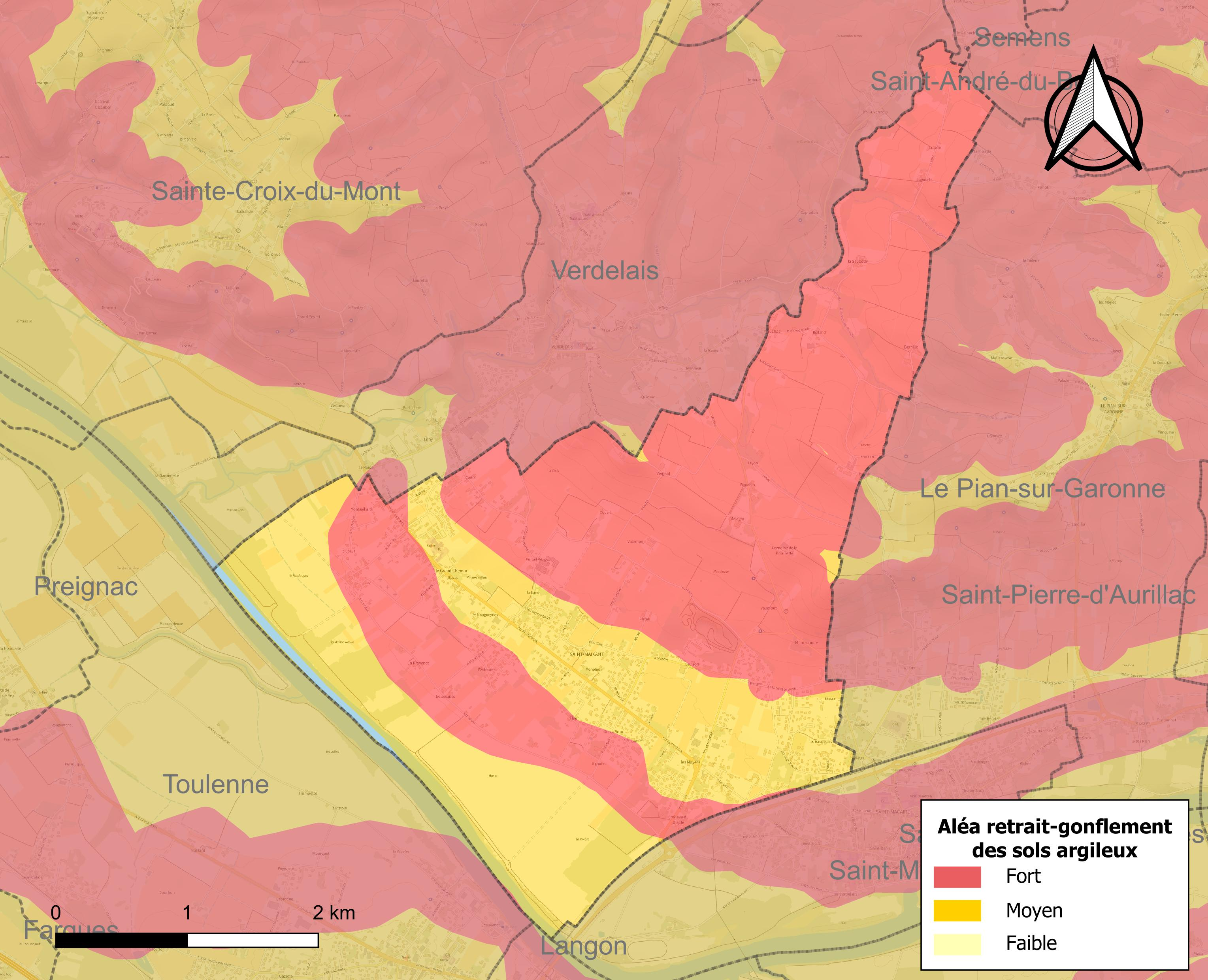
Carte des zones d'aléa retrait-gonflement des sols argileux de Saint-Maixant.

Le retrait-gonflement des sols argileux est susceptible d'engendrer des dommages importants aux bâtiments en cas d’alternance de périodes de sécheresse et de pluie. 99,3 % de la superficie communale est en aléa moyen ou fort (67,4 % au niveau départemental et 48,5 % au niveau national). Sur les 817 bâtiments dénombrés sur la commune en 2019, 817 sont en aléa moyen ou fort, soit 100 %, à comparer aux 84 % au niveau départemental et 54 % au niveau national. Une cartographie de l'exposition du territoire national au retrait gonflement des sols argileux est disponible sur le site du BRGM,.
Concernant les mouvements de terrains, la commune a été reconnue en état de catastrophe naturelle au titre des dommages causés par la sécheresse en 2003, 2015 et 2017 et par des mouvements de terrain en 1999.

## Histoire

### Préhistoire
Pendant le Moustérien, le site de Lavison, dans l'est de la commune à 1,5 km au nord-ouest du centre de Saint-Macaire, fournit de l'industrie lithique associée à une faune incluant le mégacéros,.
Au Châtelperronien, il est occupé par des hyènes et occasionnellement par l'homme.

### Vesiècle
La commune tient son nom de Maxentius, abbé au Ve siècle.

### Temps modernes
À la Révolution, la paroisse Saint-Maixant forme la commune de Saint-Maixant, à l'exception d'une partie du territoire paroissial qui est réunie à Saint-Macaire.

## Politique et administration
| Période                                  | Période  | Identité        | Étiquette | Qualité                                                     |
| ---------------------------------------- | -------- | --------------- | --------- | ----------------------------------------------------------- |
| Les données manquantes sont à compléter. |          |                 |           |                                                             |
| mars 2001                                | 2009     | Jacques Conant  | DVG       | Cheminot retraité                                           |
| juillet 2009                             | mai 2020 | Lucien Gazziero | PS        | Retraité                                                    |
| mai 2020                                 | En cours | Alain Bernardet |           | Technico-commercial retraité Adjoint au maire (2009 → 2020) |

## Démographie
L'évolution du nombre d'habitants est connue à travers les recensements de la population effectués dans la commune depuis 1793. Pour les communes de moins de 10 000 habitants, une enquête de recensement portant sur toute la population est réalisée tous les cinq ans, les populations de référence des années intermédiaires étant quant à elles estimées par interpolation ou extrapolation. Pour la commune, le premier recensement exhaustif entrant dans le cadre du nouveau dispositif a été réalisé en 2008.

En 2022, la commune comptait 2 046 habitants, en évolution de +8,03 % par rapport à 2016 (Gironde : +6,91 %, France hors Mayotte : +2,11 %).
| 1793  | 1800 | 1806  | 1821  | 1831  | 1836  | 1841  | 1846  | 1851  |
| ----- | ---- | ----- | ----- | ----- | ----- | ----- | ----- | ----- |
| 1 005 | 875  | 1 089 | 1 004 | 1 096 | 1 092 | 1 010 | 1 103 | 1 082 |

| 1856  | 1861  | 1866 | 1872 | 1876 | 1881 | 1886 | 1891 | 1896 |
| ----- | ----- | ---- | ---- | ---- | ---- | ---- | ---- | ---- |
| 1 023 | 1 089 | 868  | 854  | 855  | 809  | 811  | 809  | 851  |

| 1901 | 1906 | 1911 | 1921 | 1926 | 1931 | 1936 | 1946 | 1954 |
| ---- | ---- | ---- | ---- | ---- | ---- | ---- | ---- | ---- |
| 880  | 868  | 809  | 772  | 726  | 721  | 723  | 682  | 734  |

| 1962 | 1968 | 1975  | 1982  | 1990  | 1999  | 2006  | 2008  | 2013  |
| ---- | ---- | ----- | ----- | ----- | ----- | ----- | ----- | ----- |
| 830  | 925  | 1 018 | 1 203 | 1 349 | 1 277 | 1 375 | 1 388 | 1 760 |

| 2018  | 2022  | - | - | - | - | - | - | - |
| ----- | ----- | - | - | - | - | - | - | - |
| 1 945 | 2 046 | - | - | - | - | - | - | - |

## Culture locale et patrimoine

### Lieux et monuments
- L'église Saint-Maixant, construite au XIIe siècle. L'abside et le chœur ont été classés au titre des monuments historique en 1925[28]. Elle abrite une statue en pierre de Vierge à l'enfant datant du XVIe siècle également classée MH[29].
- Le domaine de Malagar, demeure du XVIIIe siècle, est devenue la propriété de la famille de François Mauriac en 1843 et se situe sur une petite route au nord de la commune, à proximité de Verdelais. Il a été classé monument historique en 1996 pour divers éléments d'architecture[30]. François Mauriac a fait don de sa demeure à l'État français et le conseil régional d'Aquitaine qui en est le gestionnaire y a créé un centre culturel qui se veut, à partir de l'héritage littéraire et culturel de l'académicien, un lieu emblématique de l'action culturelle en Aquitaine[31].

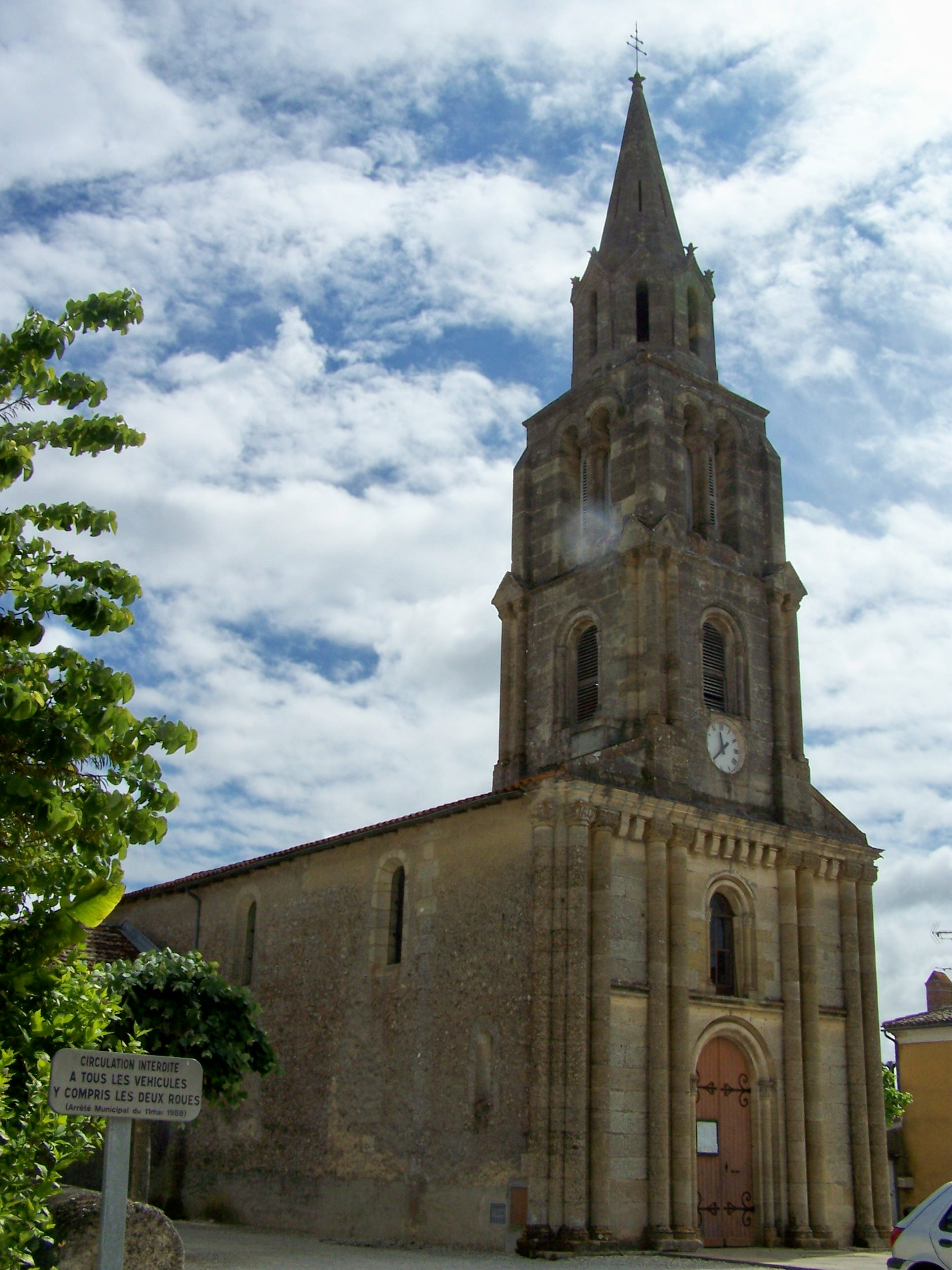
L'église Saint-Maixant.
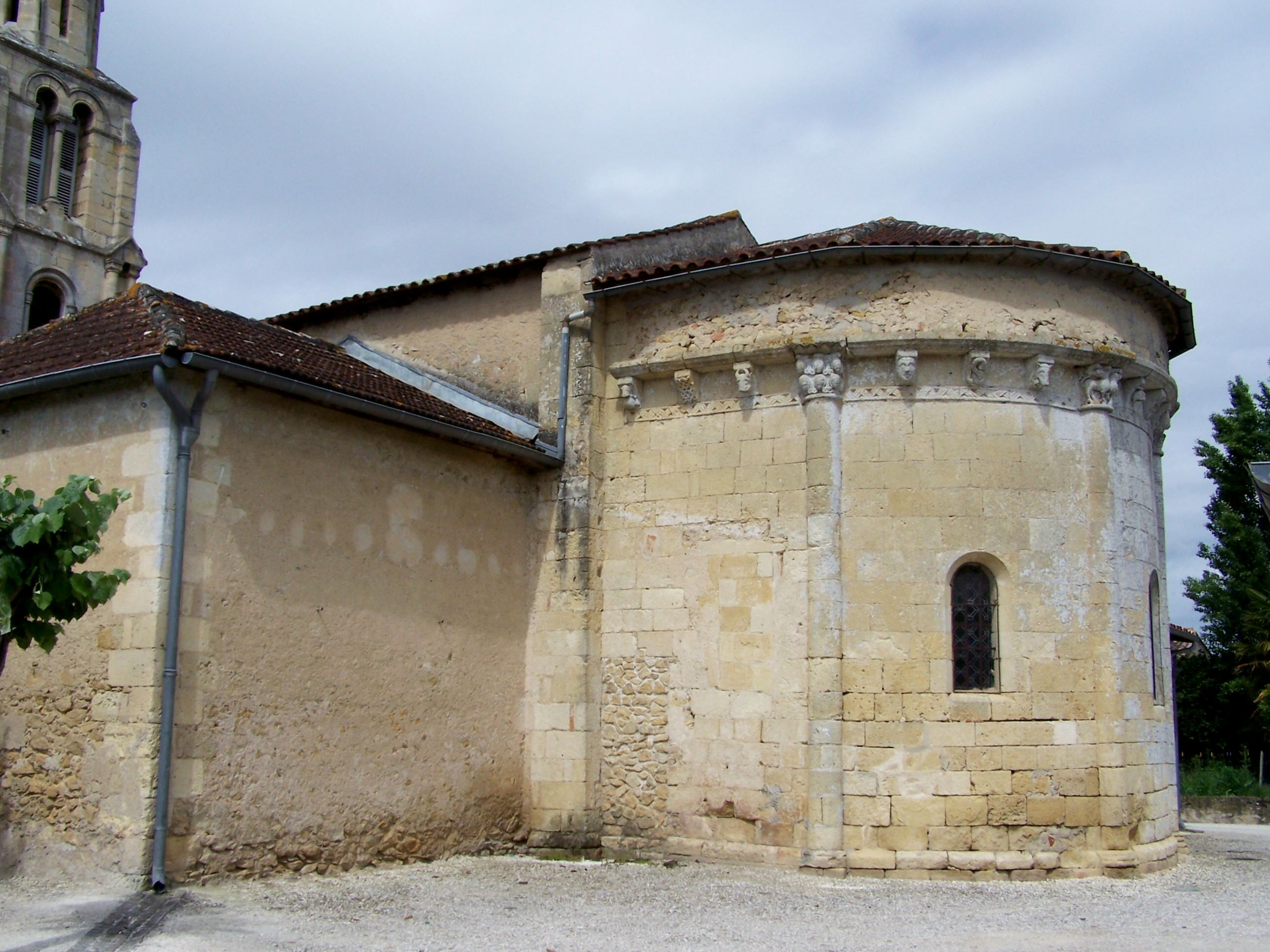
Le chevet de l'église Saint-Maixant.
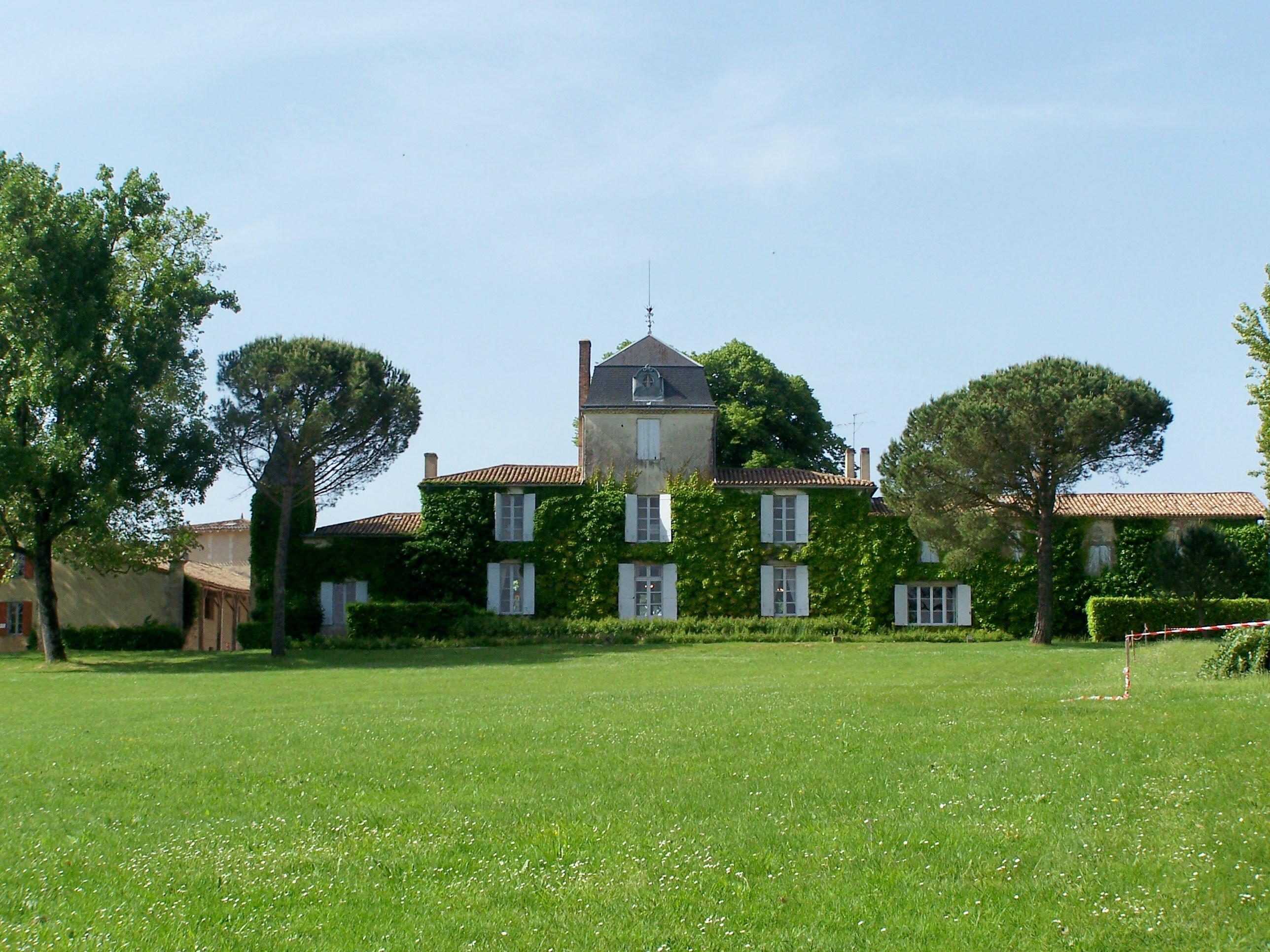
Le domaine de Malagar.
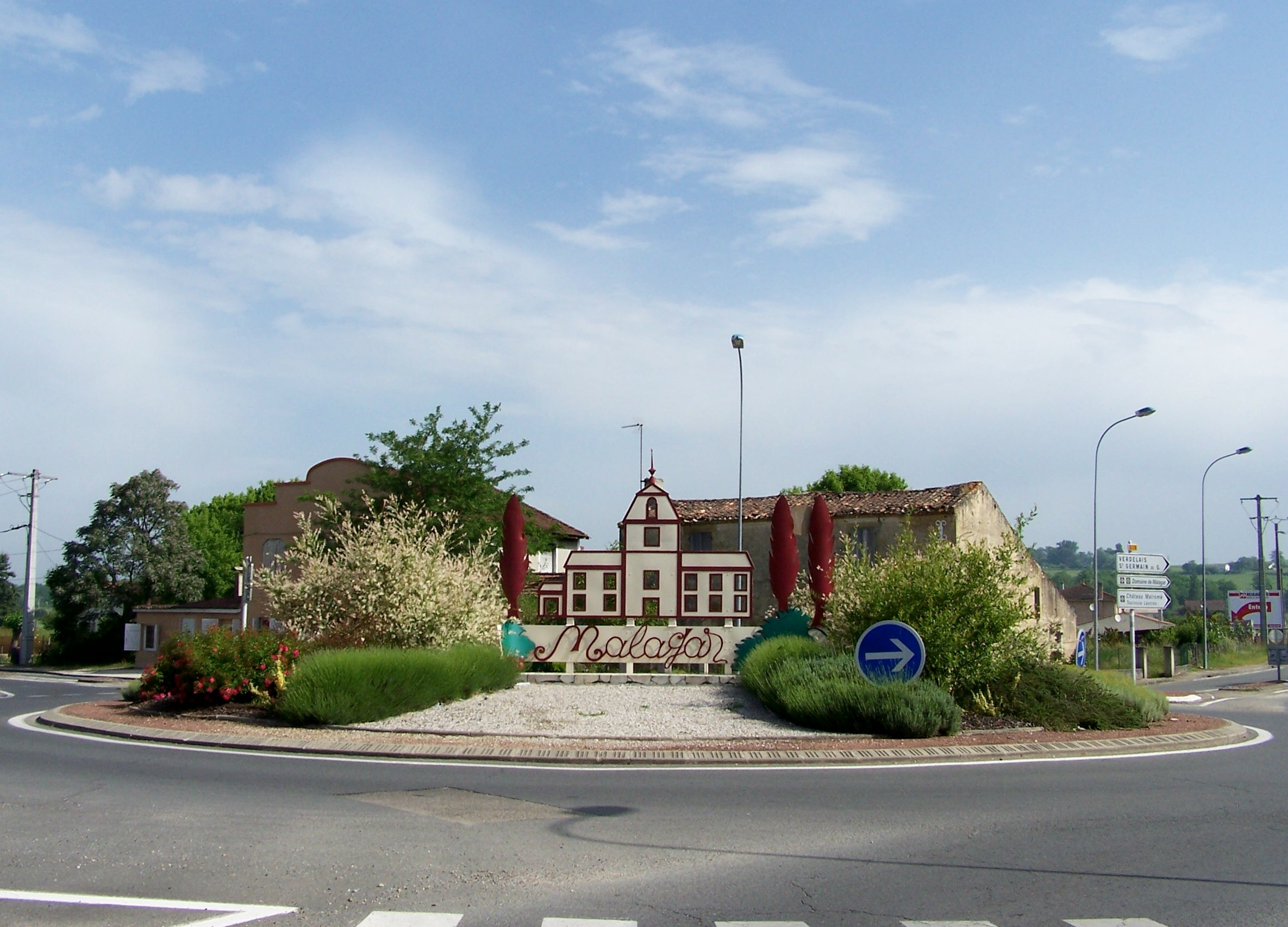
À l'entrée de Saint-Maixant, rond-point annonçant Malagar.
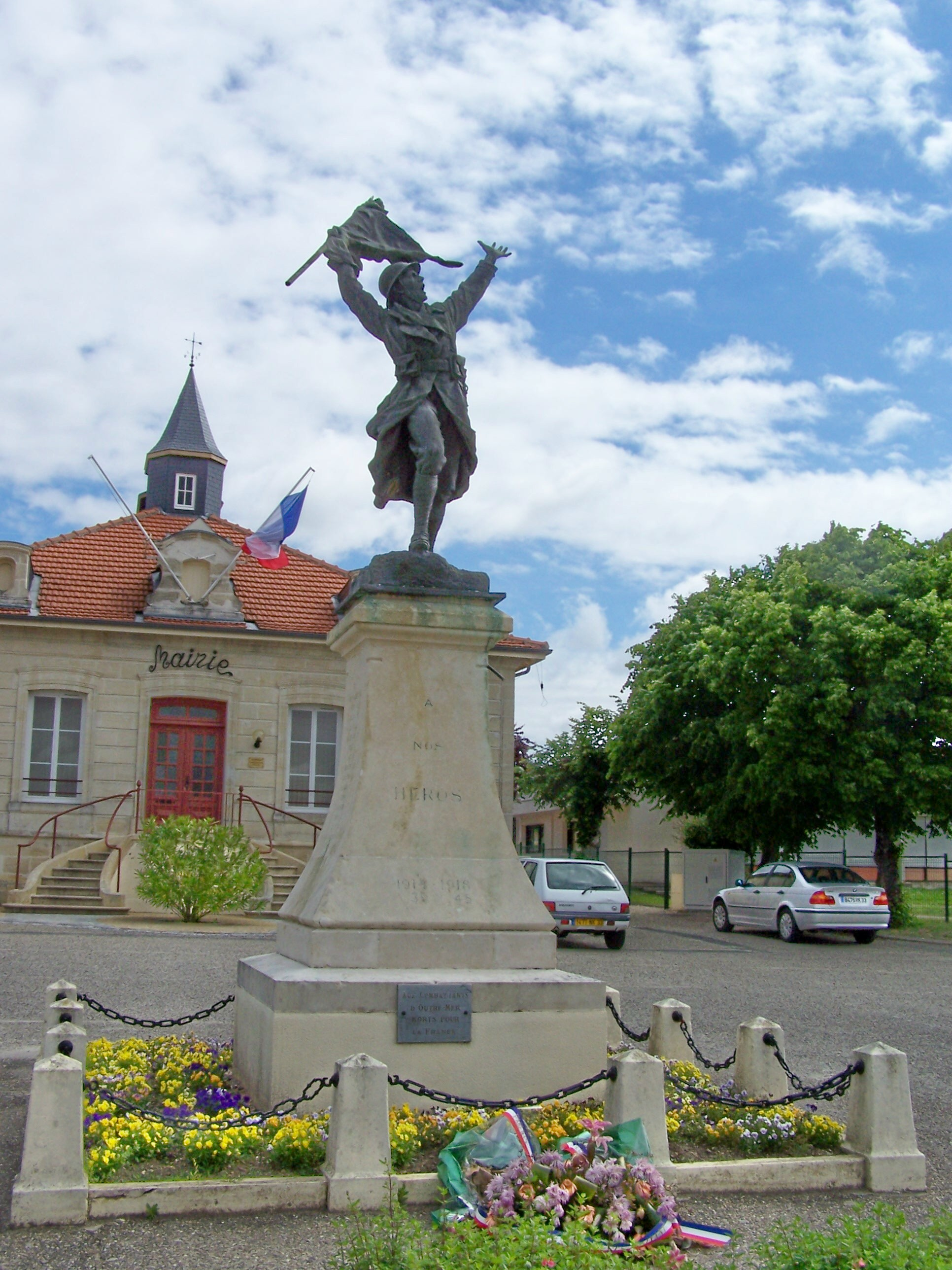
Le monument aux morts devant la mairie.

### Personnalités liées à la commune
- François Mauriac (1885-1970)

### Héraldique
| Blason de Saint-Maixant | « Coupé au 1) de gueules au château couvert d’un corps carré de deux étages flanqué de deux ailes d’un étage avec communs, le tout d’argent et ajouré de sable, adextré d’un peuplier et senestré de deux cyprès sur un mont terrassé, le tout aussi d’argent, à la divise ondée d’azur brochant en pointe, au soleil d’or mouvant de l’angle dextres au chef, au 2) parti en I d’azur à la bande d’argent chargée de trois grappes de raisin de gueules à plomb, celle du centre d’or tigée et vrillée de sinople, les deux autres tigées et vrillées aussi de sinople, accompagnée de deux verres aussi d’argent, l’un en chef l’autre en pointe et en II coupé au A d’or à la tour de gueules ajourée et maçonnée de sable, accostée de deux croisettes aussi de gueules en chef et au B de gueules au léopard d’or. » Le statut officiel du blason reste à déterminer. |